# Roland Sublon
Roland Sublon, né le 25 septembre 1934 à Villé, et mort le 11 avril 2023 à Strasbourg, est un psychanalyste, docteur en médecine et en théologie catholique et prêtre catholique français. Il a été professeur d'éthique et de théologie morale à l'Université Marc-Bloch de Strasbourg et professeur émérite de théologie à la faculté de théologie catholique de Strasbourg dont il fut doyen en 1985.

## Biographie
La famille de Roland Sublon s’établit à Saint-Blaise-la-Roche, où le père est garagiste. Il suit les études secondaires au collège Freppel d’Obernai. Il commence ses études de médecine en 1950. Docteur en médecine, il enseigne l’anatomie à la Faculté de médecine de Strasbourg comme chef de travaux titulaire.
Pendant la guerre d'Algérie il occupe les fonctions de « Réanimateur aux armées » dans une équipe chirurgicale.
Il intègre l’Institut catholique de Paris et le séminaire des Carmes où il entreprend des études de théologie. Il est ordonné diacre le 21 mars 1967 par Pierre Veuillot en la chapelle des Carmes, et prêtre le 7 octobre 1967 par Léon-Arthur Elchinger au collège Saint-Étienne à Strasbourg.
En 1968, il est nommé assistant en théologie morale à la Faculté de théologie catholique de Strasbourg et devient directeur au grand séminaire. Il entreprend une analyse didactique avec Moustapha Safouan et devient analyste.
Roland Sublon a été membre de l’école Freudienne de Paris jusqu’à sa dissolution. Il meurt le 11 avril 2023 à Strasbourg, à l’âge de 88 ans.

## Publications
Liste non exhaustive
- Prêcher dans la vallée : 52 homélies, Golias, 2013  (ISBN 978-2354721947).
- Vous scrutez les écrits ? Ils témoignent pour moi, Lecture suivie de l'évangile selon saint Jean. Collection « Théologies », Éditions du Cerf, Paris, 2007  (ISBN 978-2-204-08342-3)
- L'éthique ou la question du sujet, Editions du Portique, Strasbourg, 2004  (ISBN 2-9516373-2-2)
- In-croyable amour – Le sujet de la théologie, Collection  « Théologies », Éditions du Cerf, Paris, 2000  (ISBN 2-204-06405-X)
- La Lettre ou l’Esprit - Une lecture psychanalytique de la théologie, Collection  « Théologies », Éditions du Cerf, Paris, 1993  (ISBN 2-204-04697-3)
- Voix et regards, Collection  « Parole présente », Éditions du Cerf, Paris, 1990  (ISBN 2-204-04174-2)
- Menteur et prophète, DDB, 1984.
- Fonder l'éthique en psychanalyse, Fac éditions, Paris, 1983  (ISBN 2-903422-16-8)
- Le Temps de la mort. Savoir, parole, désir, Collection  « Hommes et Eglise », CERDIC, Strasbourg, 1975  (ISBN 978-2850970047)

### En collaboration
- « La réhabilitation des détenus », Revue d'éthique et de théologie morale n° 197. Éditions du Cerf, Paris, 1996.  (ISBN 2-204-04174-2)
- « Psychanalyse, manipulation et éthique », in Charles Robert (ed.), L’homme manipulé. Pouvoir de l’homme sur l’homme, ses chances et ses limites. Recherches Européennes Strasbourg, 24-29 septembre 1973, Cerdic Publications, Strasbourg, 1974. (ISBN 2-85097-003-4)

## Hommage
- René Heyer (dir.), Sujets à croire. Questions de théologie et de psychanalyse, Hommage à Roland Sublon, Strasbourg, Presses universitaires de Strasbourg, 2003  (ISBN 2-86820-223-3).